# Harmony of Difference
Albums de Kamasi Washington
The Epic
(2015) Heaven and Earth
(2018)
Harmony of Difference est un EP du saxophoniste de jazz Kamasi Washington sorti en 2017 sur le label Young Turks. Il s'agit d'un album-concept, une suite en 6 mouvements, créée dans le cadre de la biennale du Whitney Museum of American Art 2017, aux côtés d’une vidéo du cinéaste espagnol A.G. Rojas et de peintures signées Amani Washington, la sœur du saxophoniste. 
Il a été bien accueilli par la critique en France comme aux États-Unis. Mark Richardson sur le site de Pitchfork, accorde à l'album le label "Best New Music" et célèbre son "inépuisable ambition" et l'ampleur explosive de ses compositions comme de ses arrangements ("explosively grand compositions and arrangements"). Selon Pitchfork, il s'agit d'un des 50 meilleurs albums de l'année 2017 (31e). Le Website culturel Benzine loue sa "philosophie du contrepoint" et évoque "une parenthèse de 30 minutes à prescrire pour voir le monde différemment". Quant à Raphaël Benoit, il conclut sa chronique sur Citizen Jazz en affirmant qu'il s'agit d'"un disque condensé et puissant, réellement addictif, qui confirme qu’il faut désormais compter sur ce grand compositeur et interprète dans un paysage musical aux frontières mouvantes, puisque Kamasi Washington a depuis longtemps cessé de croire aux étiquettes".
Le dernier mouvement, Truth, particulièrement abouti, reprend les lignes mélodiques des mouvements précédents pour les intégrer dans un magma sonore porté par les voix et les cordes, célébrant ainsi "l'harmonie dans la différence". Les producteurs de la série Homeland ont, à leur façon, rendu hommage à ce morceau dans le dernier épisode de la 8e et dernière saison. Une longue séquence montre l'héroïne, Carrie A. Mattheson, assistant à un concert de Kamasi Washington à Moscou - scène tournée en réalité au Los Angeles Theater - avant que la musique de Truth n'accompagne ensuite le générique de fin.

## Liste des titres
Toute la musique est composée par Kamasi Washington.
| No | Titre       | Durée |
| -- | ----------- | ----- |
| 1. | Desire      | 4:37  |
| 2. | Humility    | 2:46  |
| 3. | Knowledge   | 3:52  |
| 4. | Perspective | 3:24  |
| 5. | Integrity   | 3:47  |
| 6. | Truth       | 13:30 |

## Musiciens[8]
- Kamasi Washington – saxophone ténor
- Miles Mosley – contrebasse
- Ronald Bruner Jr. – batterie
- Tony Austin – batterie et percussions
- Brandon Coleman – claviers
- Cameron Graves – piano
- Ryan Porter – trombone
- Dontae Winslow – trompette

Ainsi que sur Truth (titre 6) : 
- Terrace Martin – saxophone alto
- Thundercat – basse électrique
- Rickey Washington – flûte
- Matt Haze – guitare
- Nick Mancini – vibraphone
- Artyom Manukyan – violoncelle
- Peter Jacobson – violoncelle
- Andrea Whitt – alto
- Molly Rogers – alto
- Chris Woods – violon
- Jen Simone – violon
- Paul Cartwright – violon
- Tylena Renga – violon
- Doctor Dawn Norfleet – chœurs
- Dexter Story – chœurs
- Dustin Warren – chœurs
- Jimetta Rose Smith – chœurs
- Mashica Winslow – chœurs
- Patrice Quinn – chœurs
- Steven Wayne – chœurs
- Taylor Graves – chœurs
- Thalma De Freitas – chœurs